# 1187
| 1187               |
| ------------------ |
| Dødsfald - Fødsler |
|                    |

| Gregoriansk kalender | 1187 MCLXXXVII          |
| Ab urbe condita      | 1940                    |
| Armensk kalender     | 636 ԹՎ ՈԼԶ              |
| Kinesiske kalender   | 3883 – 3884 丙午 – 丁未 |
| Etiopisk kalender    | 1179 – 1180             |
| Jødisk kalender      | 4947 – 4948             |
| Hindukalendere       |                         |
| - Vikram Samvat      | 1242 – 1243             |
| - Shaka Samvat       | 1109 – 1110             |
| - Kali Yuga          | 4288 – 4289             |
| Iransk kalender      | 565 – 566               |
| Islamisk kalender    | 583 – 584               |

Konge i Danmark: Knud 6. 1182-1202
Se også 1187 (tal)

## Begivenheder
- 20. september - den kurdisk muslimske hærfører Saladin indleder Jerusalems belejring
- 2. oktober – Saladin indtager Jerusalem
- 6. oktober - Sultan Saladin besejrer en korsfarerhær og erobrer derefter Jerusalem
- 25. oktober - Pave Gregor 8. indsættes efter Pave Urban 3.
- 17. december - Pave Gregor 8 dør
- 19. december – Pave Clemens 3. indsættes indtil sin død i 1191.

Den svenske by Sigtuna bliver ødelagt angiveligt at folk fra øst.

## Født
- 5. september – Ludvig 8. af Frankrig, konge af Frankrig fra 1223 til sin død i 1226.

## Dødsfald
- 20. oktober - Pave Urban 3. fra 1185 til sin død (født omkring 1120)
- 17. december – Pave Gregor 8. fra 25. oktober til sin død (født ca. 1105)